# 2010 FIFA World Cup South Africa
A 2010 FIFA World Cup South Africa a 2010-es labdarúgó-világbajnokság hivatalos videójátéka amit az EA Canada fejlesztett és az EA Sports adott ki.
A játékot 2010. január 26-án jelentette be Simon Humber, a játék egyik producere egy GameSpot-nak adott interjújában. A 2010-es labdarúgó-világbajnokság-selejtező mind a 199 nevezett csapatát tartalmazza a játék.
Egy játszható demót is megjelent Xbox 360 és PlayStation 3 játékkonzolokra 2010. április 8-án. Ez az olasz és a spanyol válogatott csapatokat tartalmazza, és szerepel benne az új kétgombos irányítási rendszer aminek az a célja, hogy megkönnyítse az új játékosok dolgát, és visszajátszásokat is fel lehet tölteni az EA Football World-re.

## Játékmenet
A játékos 199 nemzeti csapatból választhat és a számítógép vagy más emberi játékos ellen játszhat a PlayStation Network-ön vagy az Xbox Live-on keresztül. Mind a 10 hivatalos stadion szerepel a játékban.
A FIFA 10-hez képest több játékmenetbeli újítás is van a játékban, ilyen például, hogy a játékosok jobban fáradnak a nagyobb nézőszámú mérkőzéseken, és a hazai csapatnak előnye származik abból, hogy nekik nagyobb a szurkolótáboruk. A játékosok a világbajnokságon kívüli mérkőzéseiken meg is sérülhetnek.
A „Captain Your Country” játékmód is szerepel a játékban, és a FIFA 10 tulajdonosok importálhatják a játékba a Virtual Pro játékosukat, hogy ezzel javítsák a tulajdonságait. Egy új szabadrúgás játékmód is megtalálható a játékban. Mint a 2006 FIFA World Cup videójátékban, úgy ebben is megtalálható a Scenario Mode, amiben 55 valódi esemény játszható le a korábbi világbajnokságokból.

## Csapatok és helyszínek
A játékban szereplő csapatok listáját 2010. február 17-én jelentette be az Electronic Arts. A játék 199 csapatot tartalmaz a 204 csapatból ami részt vett a 2010-es labdarúgó-világbajnokság-selejtezőn. Az Electronic Arts azt állította, hogy minden csapatot tartalmaz a játék amit a FIFA engedélyezett számukra, némelyiküket nem engedélyezték „különböző okok” miatt. Ezen öt csapat amely ugyan beadta a jelentkezését a világbajnokságra, azonban visszautasították: a közép-afrikai köztársasági, az eritreai, a são tomé és príncipei, a bhutáni és a guami válogatott. Ezen kívül a játék nem tartalmazza a brunei, a laoszi, pápua új-guineai és a Fülöp-szigeteki válogatottakat amelyek nem indultak a világbajnokságon.
A játék tartalmazza a 2010-es labdarúgó-világbajnokság mind a 10 stadionját, ezeken kívül stadionokat mindegyik kvalifikáló régiónak és számos „általános” stadiont is.

## Zene
A játék 28 zeneszámot tartalmaz 21 ország zenészeitől. Az Electronic Arts szerint a játék zenéje az „első Afrikában megrendezett labdarúgó-világbajnokság kulturális sokszínűségét” fejezi ki. A Wavin' Flag (Coca-Cola Celebration Mix) a játék főcímzenéje.
- International – Baaba Maal (Szenegál)
- Kiyakiya – Babatunde Olatunji (Nigéria)
- Saga – Basement Jaxx feat. Santigold (Anglia/Amerikai Egyesült Államok)
- Restless – Buraka Som Sistema (Portugália)
- Dipso Calypso – Buscemi feat. Lady Cath (Belgium/Kanada)
- Wild & Raw – Fedde le Grand feat. Stereo MC’s (Hollandia/Anglia)
- Drumming Song – Florence and the Machine (Anglia)
- The World Is All There – Fool's Gold (Amerikai Egyesült Államok)
- Papua New Guinea – The Future Sound of London (Anglia)
- Oh Yeah – Gang of Instrumentals (Dél-Afrika)
- Your Side – John Forté (Amerikai Egyesült Államok)
- Ones Who Fly Twos Who Die – Jonathan Boulet (Ausztrália)
- Winner – Kid British (Anglia)
- Wavin' Flag (Coca-Cola Celebration Mix) – K'naan (Szomália/Kanada)
- Last Rhythm – Last Rhythm (Olaszország)
- The Instrumento – Latin Bitman (Chile)
- Não é Proibido – Marisa Monte (Brazília)
- Say Hey – Michael Franti & Spearhead (Amerikai Egyesült Államok)
- Atomizer – MIDIval Punditz (India)
- In Search of – Miike Snow (Svédország)
- Strong Will Continue – Nas & Damian Marley (Amerikai Egyesült Államok/Jamaica)
- Africa Soccer Fever – Rocky Dawuni (Ghána)
- Rocksteady – Rox (Anglia)
- Emoriô – Sérgio Mendes (Brazília)
- Bring Night – Sia (Ausztrália)
- Fragment Eight – The Kenneth Bager Experience (Dánia)
- Warm Heart of Africa – The Very Best feat. Ezra Koenig (Malavi/Franciaország/Amerikai Egyesült Államok)
- Percussion Gun – White Rabbits (Amerikai Egyesült Államok)